# Muhammad Naimov
Muhammadjon Naimov (en Tayiko: Муҳаммад Наимов; Kulob, 7 de agosto de 1994) es un artista marcial mixto tayiko que compite en la división de peso pluma del Ultimate Fighting Championship (UFC).

## Primeros años
Muhammad Naimov nació en Kulob el 7 de agosto de 1994. Estudió en la Universidad Nacional de Tayikistán. También habla tres idiomas.
Naimov comenzó a competir en taekwondo, donde ganó los Campeonatos Asiáticos Junior en Kazajistán (2010), Tayikistán (2012), Bulgaria (2013) y Nepal (2014), y ganó una medalla en los Campeonatos Mundiales Junior en Estonia (2012) y Tayikistán (2014). Luego comenzó su carrera amateur en MMA en 2016 antes de volverse profesional en 2018.

## Carrera de artes marciales mixtas

### Carrera temprana
Naimov comenzó su carrera profesional en MMA el 1 de noviembre de 2018 en el 13º evento anual 'An Evening Ringside' de la Fundación Jonathan Ogden contra Jernato Harris, ganando la pelea por TKO en el segundo asalto.
Naimov debutó en Titan FC contra Harrison Meléndez el 25 de enero de 2019 en Titan FC 52, ganando la pelea por TKO en el primer asalto.
Naimov enfrentó a Shawn Brown en Titan FC 58 el 20 de diciembre de 2019, ganando la pelea por sumisión técnica en el primer asalto.
Naimov se volvió a enfrentar a Shawn Brown en Titan FC 62 el 23 de julio de 2020, ganando la pelea por TKO en el segundo asalto.
Naimov enfrentó a Collin Anglin en Dana White's Contender Series 33 el 15 de septiembre de 2020. Perdió la pelea por decisión unánime.
Regresando a Titan FC, Naimov se enfrentó a Olivier Murad por el campeonato vacante de peso pluma de Titan FC en Titan FC 67, perdiendo la pelea por decisión unánime.

### Ultimate Fighting Championship
En su debut en UFC, Naimov enfrentó a Jamie Mullarkey el 3 de junio de 2023 en UFC on ESPN 46 como reemplazo de Guram Kutatuledze. Ganó la pelea por TKO en el segundo asalto. Está pelea lo hizo merecedor de su primer premio por Actuación de la Noche.
Bajando a peso pluma, Naimov enfrentó a Nathaniel Wood el 21 de octubre de 2023 en UFC 294. Ganó la pelea por decisión unánime.
Naimov enfrentó a Erik Silva el 24 de febrero de 2024 en UFC Fight Night 237. Ganó  la pelea por TKO en el primer asalto después de que Silva se lesionara la pierna.
Naimov estaba programado para enfrentar a Melsik Baghdasaryan el 22 de junio de 2024 en UFC on ABC 6. Sin embargo, Baghdasaryan se retiró durante la semana de la pelea debido a un desgarro en el labrum de su hombro izquierdo y enfrentó al recién llegado promocional Felipe Lima. Perdió la pelea por sumisión en el tercer asalto.

## Campeonatos y logros
- Ultimate Fighting Championship
  - Actuación de la Noche (una vez) vs. Jamie Mullarkey[14]

## Récord de artes marciales mixtas
| Récord profesional | Récord profesional | Récord profesional |
| 14 peleas          | 11 victorias       | 3 derrotas         |
| ------------------ | ------------------ | ------------------ |
| Nocaut             | 6                  | 0                  |
| Sumisión           | 2                  | 1                  |
| Decisión           | 3                  | 2                  |

| Resultado | Récord | Oponente          | Método                               | Evento                               | Fecha                    | Ronda | Tiempo | Localización             | Notas                                                |
| --------- | ------ | ----------------- | ------------------------------------ | ------------------------------------ | ------------------------ | ----- | ------ | ------------------------ | ---------------------------------------------------- |
| Derrota   | 11–3   | Felipe Lima       | Sumisión (rear-naked choke)          | UFC on ABC: Whittaker vs. Aliskerov  | 22 de junio de 2024      | 3     | 1:15   | Riad                     |                                                      |
| Victoria  | 11–2   | Erik Silva        | TKO (lesión en la pierna)            | UFC Fight Night: Moreno vs. Royval 2 | 24 de febrero de 2024    | 1     | 0:44   | Ciudad de México         |                                                      |
| Victoria  | 10–2   | Nathaniel Wood    | Decisión (unánime)                   | UFC 294                              | 21 de octubre de 2023    | 3     | 5:00   | Abu Dhabi                | Regresó a peso pluma.                                |
| Victoria  | 9–2    | Jamie Mullarkey   | TKO (golpes)                         | UFC on ESPN: Kara-France vs. Albazi  | 3 de junio de 2023       | 2     | 2:59   | Las Vegas, Nevada        | Debut en peso ligero. Actuación de la Noche.         |
| Victoria  | 8–2    | Dylan Schulte     | TKO (patada a la cabeza y golpes)    | Tuff-N-Uff 131                       | 3 de marzo de 2023       | 1     | 0:34   | Las Vegas, Nevada        |                                                      |
| Victoria  | 7–2    | Sitik Muduev      | Decisión (dividida)                  | Tuff-N-Uff 129                       | 12 de agosto de 2022     | 3     | 5:00   | Las Vegas, Nevada        |                                                      |
| Victoria  | 6–2    | Andres Ponce      | Sumisión (arm-triangle choke)        | Titan FC 72                          | 17 de septiembre de 2021 | 1     | 4:53   | Miami, Florida           |                                                      |
| Derrota   | 5–2    | Olivier Murad     | Decisión (unánime)                   | Titan FC 67                          | 12 de febrero de 2021    | 5     | 5:00   | Miami, Florida           | Por el Campeonato vacante de Peso Pluma de Titan FC. |
| Derrota   | 5–1    | Collin Anglin     | Decisión (unánime)                   | Dana White's Contender Series 33     | 15 de septiembre de 2020 | 2     | 2:23   | Las Vegas, Nevada        |                                                      |
| Victoria  | 5–0    | Josh Augustine    | TKO (sumisión a patada en la pierna) | Titan FC 62                          | 23 de julio de 2020      | 2     | 0:22   | Miami, Florida,          |                                                      |
| Victoria  | 4–0    | Shawn Brown       | Sumisión técnica (rear-naked choke)  | Titan FC 58                          | 20 de diciembre de 2019  | 1     | 4:41   | Fort Lauderdale, Florida |                                                      |
| Victoria  | 3–0    | Landon Quiñones   | Decisión (dividida)                  | Titan FC 54                          | 26 de abril de 2019      | 3     | 5:00   | Fort Lauderdale, Florida |                                                      |
| Victoria  | 2–0    | Harrison Melendez | TKO (retiro)                         | Titan FC 52                          | 25 de enero de 2019      | 1     | 5:00   | Fort Lauderdale, Florida |                                                      |
| Victoria  | 1–0    | Jernato Harris    | TKO (golpes)                         | The Jonathan Ogden Foundation        | 1 de noviembre de 2018   | 2     | 1:18   | Hunt Valley, Maryland    | Debut en peso pluma.                                 |